# I Don't Want To
I Don't Want To är den tredje singeln från R&B-sångerskan Toni Braxtons andra studioalbum Secrets (1996). Balladen skrevs av R. Kelly och beskriver våndan efter en avslutad relation. Singeln släpptes med en B-sida; dunder-hitten "I Love Me Some Him". "I Don't Want To" såg dock aldrig lika stor framgång som de tidigare nummer-1-hitsen "You're Makin' Me High" och "Un-Break My Heart". 

## Musikvideo
Musikvideon till låten filmades under en hektisk tid i Braxtons liv. Efter den kommersiella succén av de tidigare singlarna och albumet samt en turné med Kenny G var Braxton utmattad. Regissören Billie Woodruff hade därför endast en dag på sig att filma musikvideon. 
Originalversionen gjordes i en enda tagning. Woodruff avslöjade för MTV News att de filmade flera olika videor och den som var bäst valdes vid slutet av dagen som singelns musikvideo. Den slutgiltiga videon visade Braxton som vandrade runt i ett hus, helt i vitt. Hon provar olika peruker och skrubbar sina fötter i ett badkar - detta skapade kontrovers och videon förblev outgiven.  

## Format och innehållsförteckningar
USA, CD-singel med dubbel A-sida med "I Love Me Some Him"
1. "I Don't Want To" (Album Version) – 4:17
2. "I Love Me Some Him" (Album Version) – 5:09

USA, dubbel A-sida maxisingel med "I Love Me Some Him"
1. "I Don't Want To" (Album Version) – 4:17
2. "I Don't Want To" (Frankie Knuckles Club Mix) – 10:57
3. "I Don't Want To" (Instrumental) – 4:19
4. "I Love Me Some Him" (Album Version) – 5:09
5. "Un-Break My Heart" (Billboard Award Show Version) – 4:12

Storbritannien, CD 1
1. "I Don't Want To" (Album Version) – 4:15
2. "I Don't Want To" (Frankie Knuckles Radio Edit) – 4:17
3. "You're Makin' Me High" (Hot Ice Dancehall Mix featuring Mad Cobra) – 4:50
4. "I Don't Want To" (Franktified Club Mix) – 10:57

Storbritannien, CD 2
1. "I Don't Want To" (Album Version) – 4:15
2. "I Don't Want To" (Classic Club Mix) – 10:54
3. "I Don't Want To" (Deep Jays Delight) – 9:02

European CD single
1. "I Don't Want To" (Album Version) – 4:15
2. "I Don't Want To" (Frankie Knuckles Radio Edit) – 4:17
3. "I Don't Want To" (Franktified Club Mix) – 10:57

## Listor
| Lista (1997)                      | Topplacering |
| --------------------------------- | ------------ |
| Australiska singellistan          | 71           |
| Österrikiska singellistan         | 11           |
| Belgiska singellistan (Flandern)  | 16           |
| Belgiska singellistan (Vallonien) | 13           |
| Kanadensiska singellistan         | 13           |
| Nederländska singellistan         | 33           |
| European Hot 100 Singles          | 23           |
| Tyska singellistan                | 37           |

| Lista (1997)                       | Topplacering |
| ---------------------------------- | ------------ |
| Irländska singellistan             | 10           |
| nyzeeländska singellistan          | 21           |
| Svenska singellistan               | 15           |
| Brittiska singellistan             | 9            |
| US Billboard Hot 100               | 19           |
| US Billboard Hot R&B/Hip-Hop Songs | 9            |
| US Billboard Hot Dance Club Play   | 1            |
| US Billboard Adult Contemporary    | 4            |